# Ombra della sera

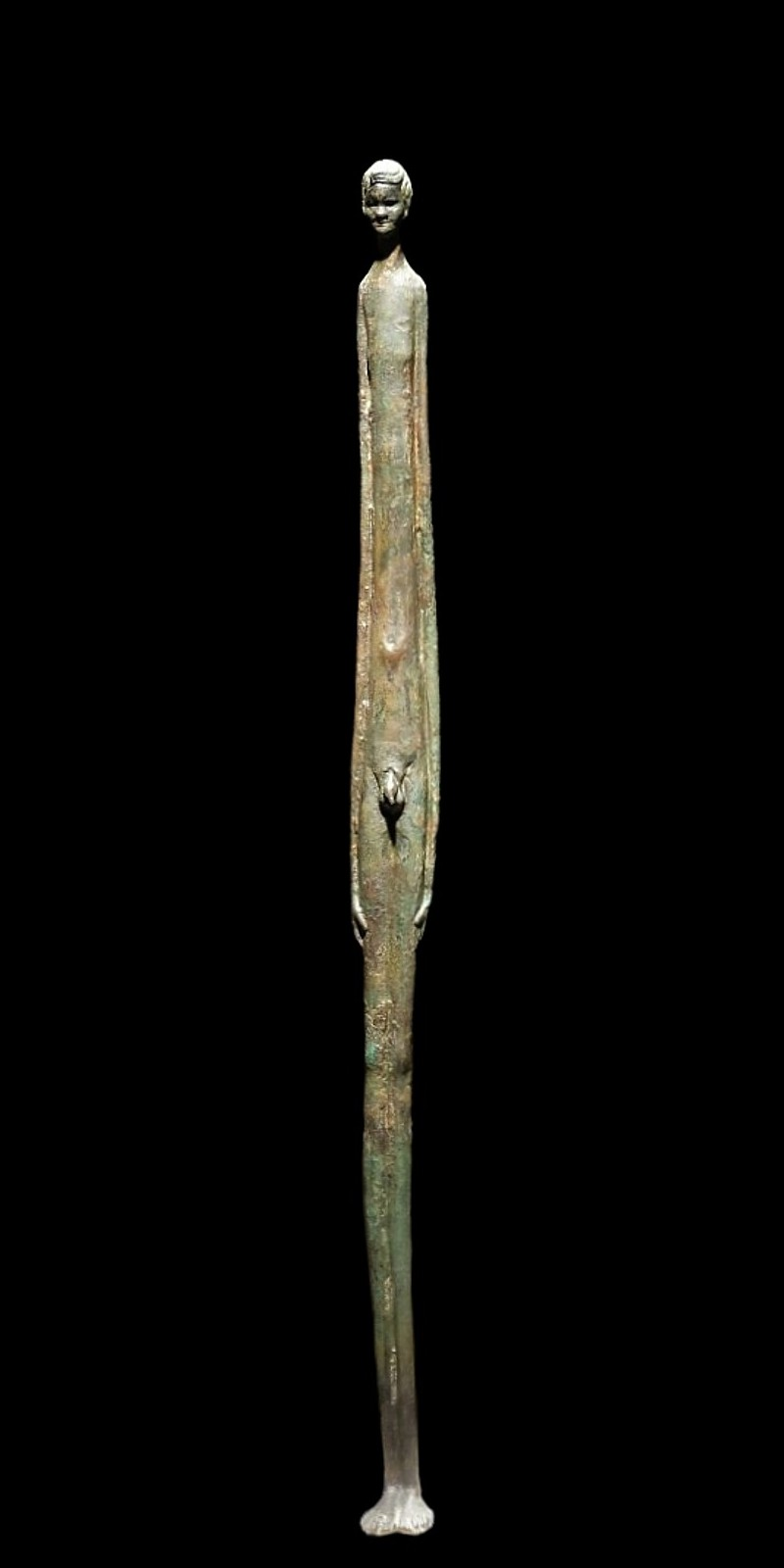
LOmbra della sera.

L'Ombra della sera (littéralement « Ombre du soir ») est une statuette, un objet votif étrusque de type filiforme, découvert à Volterra et nommé ainsi par Gabriele D'Annunzio.

## Description
Il s'agit d'une statuette filiforme, toute en longueur, un bronze de 57,50 cm. Elle date du IIIe siècle av. J.-C., issue des fonderies antiques de la région de Volterra riche en minerais métallifères. Elle est conservée au musée Guarnacci (musée présentant des antiquités étrusques de Volterra et sa région, dont une collection d'urnes cinéraires en albâtre).

## Histoire

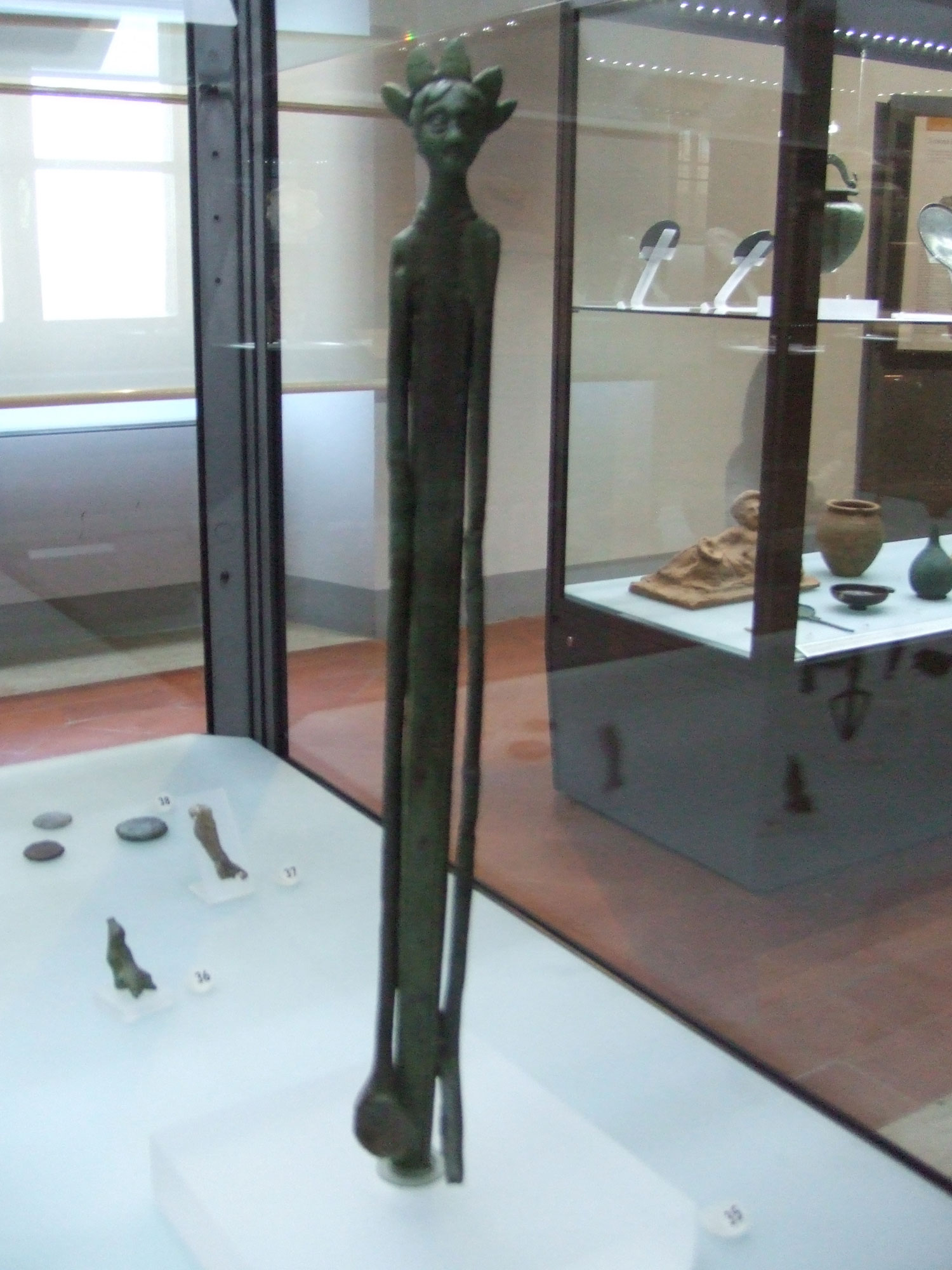
Statuette tronquée à Pérouse.

Elle a probablement été découverte avant  1737 par un fermier (la légende raconte  qu'il l'aurait utilisée pendant des années comme tisonnier avant qu'on ne se rende compte qu'il s'agissait d'un chef-d'œuvre de l'art étrusque) car le Florentin  Antonio Francesco Gori en trouve trace  dans  la collection de la famille aristocrate des Buonarroti.
Ensuite, après 1750, on la retrouve en possession du prélat Mario Guarnacci (1701-1785) qui avait enrichi ainsi ses collections de sa pièce la plus fameuse.
Il l'offre à sa ville natale, Volterra, en 1761, ainsi que  sa vaste collection et  sa bibliothèque constituant le cœur du  Museo Etrusco Guarnacci actuel.
On trouve des sculptures institutionnelles inspirées de ce modèle à travers toute la Toscane, ainsi une Ombra monumentale se trouve à Pise.

## Statuettes similaires
- Statuette votive semblable (couronne en plus, brisée ou tronquée[1] aux jambes, au buste allongé) au musée national d'Archéologie de l'Ombrie de Pérouse.

- Statuette féminine (Aphrodite ?) (-350), Antiquités grecques, étrusques et romaines, musée du Louvre, Paris.
- Bronzetto d'haruspice filiforme de la villa Giulia[2], Rome.

## Sources
- (de) Cet article est partiellement ou en totalité issu de l’article de Wikipédia en allemand intitulé « Ombra della Sera » (voir la liste des auteurs).